# 리르서 SK
리르서 SK(K. Lierse S.K.)는 벨기에 리르의 축구 클럽이었다. 2018년 5월 9일 재정난으로 파산하면서 구단이 해체되었다. 벨기에 1부 리그에서 4회 우승했으며 한동안 2부 리그로 강등되었다가 1부 리그로 다시 승격된 경력을 갖고 있다.

## 역대 성적
- 벨기에 1부 리그: 우승 4회 (1931–32, 1941–42, 1959–60, 1996–97), 준우승 2회 (1934–35, 1938–39)
- 벨기에 2부 리그: 우승 2회 (1926–27, 2009–10), 준우승 5회 (1924–25, 1948–49, 1949–50, 1952–53, 2008–09)
- 벨기에 컵: 우승 2회 (1968–69, 1998–99), 준우승 1회 (1975–76)
- 벨기에 슈퍼컵: 우승 2회 (1997, 1999)

## 역대 감독
| 감독              | 임기        |
| ----------------- | ----------- |
| 발터르 메이위브스 | 1987 ~ 1988 |
| 요스 다르던       | 1997 ~ 1998 |
| 발터르 메이위브스 | 1998 ~ 2001 |
| 에릭 판 메이르    | 2010 ~ 2011 |
| 하니 람지         | 2012 ~ 2013 |
| 에릭 판 메이르    | 2013        |
| 에릭 판 메이르    | 2015 ~ 2017 |